# Milan Machovec
Milan Machovec (23. srpna 1925 Praha – 15. ledna 2003 Praha) byl český filosof, který přednášel na Filosofické fakultě Univerzity Karlovy v letech 1950–1970 a znovu od roku 1990 do smrti. Na fakultě vystudoval filosofii a klasickou filologii, již roku 1953 se stal profesorem marxistické filozofie. Ač přesvědčený socialista a vědecký ateista, udržel si Machovec vášeň pro liberálně demokratický a katolický světonázor; obecně se identifikoval s humanismem. V 60. letech pak organizoval dialog mezi marxisty a křesťany, který navštěvovali česky a německy mluvící filosofové a teologové včetně Ericha Fromma a Ernsta Blocha. Z něj čerpal i pro své klíčové dílo o Ježíši, jehož plánované vydání bylo ale roku 1969 zničeno během potlačení pražského jara, kterého se Machovec aktivně účastnil. Byl vyhozen z univerzity a stal se disidentem. V undergroundu pořádal bytové semináře a samizdaty s trvající účastí zahraničních přátel, podepsal Chartu 77 a nakonec podpořil sametovou revoluci. V rok Machovcova návratu na FF UK se dočkal českého vydání i jeho Ježíš pro moderního člověka (1990).
Machovec psal se zaměřením na neodbornou veřejnost, a to především o duchovním odkazu velkých osobností dějin, krom Ježíše o Tacitovi (1948), Janu Husovi (1953), Františku Palackém (1961), Tomáši Akvinském (1962), Josefu Dobrovském (1964), svatému Augustinovi (1967), Masarykovi (1968) a Achilleovi (2000). Snažil se tak o popularizaci filosofie angažované v morálních problémech společnosti. Svou humanistickou filosofii člověka rozvedl i v díle Smysl lidského života (1965), po revoluci Smysl lidské existence (2002). Od 80. let se také zabýval otázkami ekologie a feminismu. Pracoval v českém, německém a latinském jazyce. Od 60. letech podporoval filosofickou činnost dlouholetého přítele Egona Bondyho, jeho vlastní syn Martin Machovec se později stal editorem Bondyho díla. Roku 2000 mu byl udělen Řád Tomáše Garrigua Masaryka III. třídy.

## Život
Narozen roku 1925 jako první dítě středoškolského učitele Františka Machovce z Třebíče a úřednice Boženy Machovcové (rozené Herejkové) z Jižních Čech, Machovec byl vychováván jako československý vlastenec a katolík. Jeho mladší bratr Dušan Machovec  (1929–2005) se později také stal profesorem dějin filosofie, se zaměřením na starořeckou filosofii. Rodina bydlela v pražských Nuslích, kde roku 1931 nastoupil Milan na pokrokovou reformní školu (podle projektu Václava Příhody). Začal náruživě číst a brzy se stal premiantem. Byl bystré a tvrdohlavé dítě, jeho nejméně oblíbeným předmětem byla rigidní náboženská výchova formou katechismu. Narazil ale na latinský gregoriánský chorál v Benediktském klášteře Emauzy, který uchvátil jeho náboženské cítění.
Poté, co absolvoval střední školu, pracoval roku 1944 krátce jako učitel na odborné škole v Brandýse nad Labem. Na jaře roku 1945 začal studovat filosofii a klasickou filologii na Univerzitě Karlově v Praze. Také po zkušenostech v rámci nacistické diktatury se Milan Machovec brzy obrátil k marxismu. V letech 1948–1950 absolvoval základní vojenskou službu. Nedlouho poté se stal odborným asistentem na univerzitě v Praze a okamžitě poté se habilitoval v roce 1953 jako docent dialektického materialismu a marxismu-leninismu tamtéž. (Coby přesvědčený examinátor ML si vysloužil literární pomstu Václava Pinkavy (Jana Křesadla), když jej coby Doc. Skomolého zvěčnil ve svých Mrchopěvcích). V této pozici získal mezinárodní renomé; změnil „Seminář pro marxistické kritiky náboženství a náboženské historie“ Univerzity Karlovy v „dialogický seminář“, kterého se jako hosté zúčastnili filosofové jako Erich Fromm, stejně jako teologové, například Karl Rahner. Byl pravidelným diskusním partnerem filosofů a teologů na celém světě, ale především v Německu, pravděpodobně proto, že mluvil plynně německy. Konečně, Machovec byl jeden z inspirátorů „pražského jara“ roku 1968.
Po rozdrcení pražského jara byl v roce 1970 vyhozen z univerzity, postaven pod státní dozor a podroben mnohým represím. Vydělával si na živobytí hlavně jako varhaník v katolickém kostele. Přesto podepsal Chartu 77 a stal se proto ještě více politicky pronásledovanou osobou. Celé jeho sociální prostředí bylo uvedeno pod tlak a hrozilo, že bude jeho dílo zabaveno a zničeno. Stále znovu ho však vyhledávali studenti, se kterými udržoval tajné „bytové semináře“.

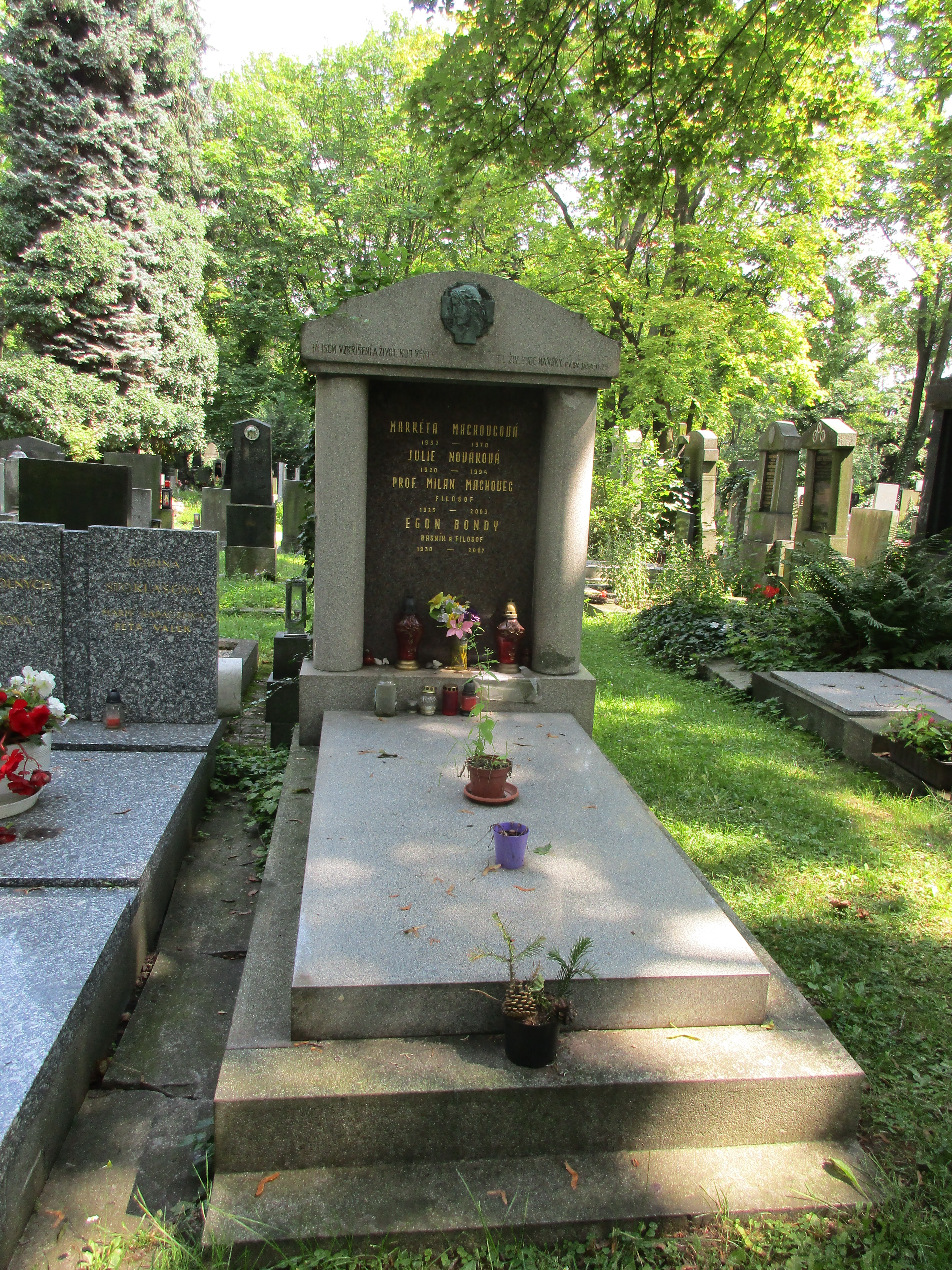
Hrob Machovce, Bondyho a jejich partnerek Markéty Machovcové a Julie Novákové na pražských Malvazinkách

Aby nedostal svou ženu Markétu Machovcovou (1932–1978, sňatek 1953), syna Martina (n. 1956) a dceru Helenu (n. 1962) do chudoby, odešel od nich a usadil se v mizerném pokojovém bytě; musel se spoléhat na tajnou podporu, kterou dělil i mezi další disidenty. Jeho blízkým přítelem byl Egon Bondy.
Po pádu socialismu v Československu v roce 1989 byl rehabilitován a znovu vyučoval jako profesor na Univerzitě Karlově. Od roku 1993 byl již oficiálně v důchodu, ale stále aktivní ve svém oboru. Roku 2000 mu president Havel propůjčil Řád T. G. Masaryka III. třídy za významný příspěvek české filosofii a odvahu v době politického útlaku. Jako jeden z místopředsedů Masarykova demokratického hnutí v letech 1995–2000 je rovněž nositelem Čestné medaile TGM za věrnost jeho odkazu.
Při pronásledování režimem mu byla odepřena také řádná lékařská péče, což přispělo k jeho pozdějšímu špatnému zdravotnímu stavu. Přesto se začal znovu aktivně podílet na vědecké práci ve svém oboru a zúčastnil se mnoha sporů v nově organizovaném státu. Jako vždy kritický duch pokračoval v rozporu s novými orgány filosofické diskuse. Zemřel vysoce respektován zejména mladou generací. Na jeho pohřbu odříkal biskup Václav Malý (na filosofovu žádost) Modlitbu Páně.
Je pohřben na hřbitově Malvazinky, odd. GI, hrob 65.  

## Dílo
Podílel se na šestisvazkových Dějinách filosofie za redakce Michaila Dynnika, kde napsal kapitolu o české a slovenské filozofii ve IV. svazku.
Po celý svůj život hledal možnosti humanizace světa, proto byl také ostrým kritikem existujícího socialismu. Kromě Marxe ho inspirovalo především dílo Aristotela, Kanta a poslů křesťanství.
Vždy se snažil o dialog filosofie a náboženství, jeho nejoblíbenějším tématem byl tomismus. Jeho přítomnost v roce 1986 na Maďarské akademii věd v Budapešti a Vatikánském sympoziu pořádaném Společností etických hodnot silně podpořila křesťansko-marxistický dialog. I jako marxista s křesťanstvím vždy sympatizoval. V Bohu viděl „součet nejhlubší lidské zkušenosti a touhy“, cítil se blízko k domněnce, že křesťané, kteří neznají transcendence, jsou jako ateisté.
Jeho první kniha publikovaná v cizích jazycích a pravděpodobně také nejlépe známá je Ježíš pro moderního člověka (původní název Ježíš pro ateisty), jež přichází s prohlášením: „Učení Ježíše prorazilo do světa nikoliv kvůli zvláštní významnosti teorie tohoto učení, ale protože on sám byl totožný s tímto učením.“ To bylo zřejmě vzorem pro ateistické marxisty.[zdroj?] Avšak při prohlášení, že důležité jsou křesťanské ctnosti, jako je upřímnost, prostota a soucit ilustrovaný jako příklad, bylo vlastně to, co říkal Milan Machovec, pozitivním pro křesťany.
V knize Indoevropané v pravlasti se Machovec pokusil o rekonstrukci myšlení indoevropských předků v době, ze které se nedochovaly žádné písemné památky. Jde o čtivou publikaci, ale v řadě ohledů je nevěrohodná a s omyly.
Na sklonku svého života se zabýval ekologickými důsledky lidské činnosti a nebezpečím, jež z nich plyne, a problémem narušování lidských hodnot.

## Vybrané práce
- Husovo učení a význam v dějinách českého národa (Nakl. ČSAV, Praha 1953)
- Utopie blouznivců a sektářů (s Markétou Machovcovou, Nakl. ČSAV, Praha 1960)
- František Palacký a česká filosofie (Rozpravy ČSAV, Praha 1961)
- Novotomismus (Nakl. politické literatury, Praha 1962)
- Josef Dobrovský (Svobodné slovo, Praha 1964. Akropolis, Praha 2004)
- Smysl lidského života (Nakl. politické literatury, Praha 1965)
- Svatý Augustin (Orbis, Praha 1967)
- Tomáš G. Masaryk (Svobodné slovo a Melantrich, Praha 1968. Riopress a Česká expedice, Edice "Hlas" Masarykova demokratického hnutí, Praha 2000)
- Ježíš pro moderního člověka (Orbis, Praha 1990. Akropolis, Praha 2003)
- Problém tolerance v dějinách a perspektivě (ed., Academia Praha 1995)
- Filosofie tváří v tvář zániku (Zvláštní vydání, Brno 1998. Akropolis, Praha 2005)
- Indoevropané v pravlasti (Akropolis, Praha 2000)
- Achilleus (Akropolis, Praha 2000)
- Smysl lidské existence (Akropolis, Praha 2002 a 2004)

Pozn.: Rokem jsou označena oficiální vydání v češtině. Některá díla vyšla nejdříve v samizdatu nebo v cizích jazycích, především němčině.